# ویلبی شگفت‌انگیز
ویلبی شگفت‌انگیز (به انگلیسی: Wilby Wonderful) فیلمی محصول سال ۲۰۰۴ و به کارگردانی دنیل مکلوور است. در این فیلم بازیگرانی همچون جیمز آلودی، مائوری چایکین، پل گراس، ربکا جنکینز، ساندرا اوه، الیوت پیج، کلوم کیت رنی و دنیل مکلوور ایفای نقش کرده‌اند.